# Троицкий (Троснянский район)
Троицкий — посёлок в Троснянском районе Орловской области России. Входит в состав Пенновского сельского поселения.

## География
Посёлок находится в южной части Орловской области, в лесостепной зоне, в пределах центральной части Среднерусской возвышенности, на правом берегу реки Свапы, на расстоянии примерно 19 километров (по прямой) к юго-западу от села Тросны, административного центра района. Абсолютная высота — 181 метр над уровнем моря.

### Климат
Климат характеризуется как умеренно континентальный с умеренно морозной зимой и тёплым летом. Средняя многолетняя температура самого холодного месяца (января), составляет −9,7°С, температура самого тёплого (июля) — +19°С. Среднегодовое количество атмосферных осадков — 540 мм.

### Часовой пояс
Посёлок Троицкий, как и вся Орловская область, находится в часовой зоне МСК (московское время). Смещение применяемого времени относительно UTC составляет +3:00.

## Население
| 2010 |
| ---- |
| 1    |

### Половой состав
По данным Всероссийской переписи населения 2010 года в гендерной структуре населения женщины составляли 100 %.

### Национальный состав
Согласно результатам переписи 2002 года, в национальной структуре населения русские составляли 100 % из 8 чел.